# گندل‌زار
گندل‌زار، روستایی از توابع بخش مرکزی شهرستان هفتکل در استان خوزستان ایران است.

## جمعیت
این روستا در دهستان هفتکل قرار دارد و براساس سرشماری مرکز آمار ایران در سال ۱۳۸۵، جمعیت آن زیر سه خانوار بوده‌است.